# Teratosphaeria knoxdaviesii
Teratosphaeria knoxdaviesii är en svampart som beskrevs av Crous 2008. Teratosphaeria knoxdaviesii ingår i släktet Teratosphaeria och familjen Teratosphaeriaceae.   Inga underarter finns listade i Catalogue of Life.